# Suure-Jaani (plaats)
Suure-Jaani (Duits: Groß-(Sankt) Johannis) is een stad in de Estische provincie Viljandimaa. De stad telt 1168 inwoners (2024). Het is de geboorteplaats van de componist Artur Kapp (1878-1952). Aan de componistenfamilie Kapp herinnert een jaarlijks muziekfestival. Ook de voormalige veiligheidschef en spion Herman Simm is hier geboren.
Tot oktober 2005 was de stad Suure-Jaani een afzonderlijke gemeente (Suure-Jaani linn) met 1252 inwoners (2005) en een oppervlakte van 2,2 km². Tussen 2005 en 2017 was de stad de hoofdplaats van de gemeente Suure-Jaani vald. Sinds oktober 2017 is Suure-Jaani de hoofdplaats van de fusiegemeente Põhja-Sakala.